# Diastema tigris
Diastema tigris là một loài bướm đêm trong họ Noctuidae.